# لونه دراسچر نیلسن
لونه دراسچر نیلسن طرفدار حفظ منابع طبیعی حیات وحش است. او در آلبورگ دانمارک متولد و بزرگ شد. او با اولین اورانگوتان در حالی مواجه شد که داوطلبانه در چهارده سالگی به باغ وحش آلبورگ رفته بود. بعداً، زمانی که وی به عنوان همراه پرواز با خطوط هوایی سوئد برای یک پروژه داوطلبانه یک ماه در جزیره اندونزیایی بورنئو مشغول به کار بود، دوباره با اورانگوتان‌ها برخورد کرد. او متوجه شد قادر به کنار آمدن با زندگی بدون برق یا آب گرم در اعماق جنگل است: «در ابتدا جنگل عشق من بود اما عشق اورانگوتان‌ها زود جایش را گرفت.»
دراسچر نیلسن شاهد وضع اسفناک اورانگوتان بورنئویی بود، یک پستاندار بسیار باهوش، با حدود ۹۷٪ دی ان ای مشترک با انسان، که به سرعت در حال از دست دادن زیستگاه طبیعی خود به علت قطع درختان و کاشت مزارع نخل روغنی بودند. در سال ۱۹۹۶، لون برای کمک به نجات اورانگوتان‌ها از انقراض به‌طور دائم به بورنئو نقل مکان کرد.